# Tibor Csernai
Tibor Csernai (2. prosince 1938 Pilis – 11. září 2012 Tatabánya) byl maďarský fotbalista, útočník. Jeho bratrem byl fotbalista a úspěšný trenér Pál Csernai.

## Fotbalová kariéra
S olympijskou reprezentací Maďarska získal zlaté medaile na Letních olympijských hrách 1964 v Tokiu, nastoupil ve 4 utkáních a dal 6 gólů. Za reprezentaci Maďarska nikdy nenastoupil. V maďarské lize hrál za tým Tatabánya Bányász. Za 8 sezón nastoupil ve 175 ligových utkáních, dal 60 gólů a v letech 1964 a 1966 skončil s týmem v lize na 3. místě.